# Brevicipitidae
Brevicipitidae – rodzina płazów z rzędu płazów bezogonowych (Anura), wcześniej zaliczana do rodziny wąskopyskowatych (Microhylidae).

## Zasięg występowania
Przedstawiciele rodziny zamieszkują tereny od Etiopii do Angoli i Republiki Południowej Afryki.

## Charakterystyka
Cechą wspólną gatunków jest m.in. wyjątkowo krótka głowa i wylęganie się z jaj w pełni ukształtowanych osobników (brak etapu przejściowego – kijanek).

## Podział systematyczny
Do rodziny należą następujące rodzaje:
- Balebreviceps Largen & Drewes, 1989 – jedynym przedstawicielem jest Balebreviceps hillmani Largen & Drewes, 1989
- Breviceps Merrem, 1820
- Callulina Nieden, 1911
- Probreviceps Parker, 1931
- Spelaeophryne Ahl, 1924 – jedynym przedstawicielem jest Spelaeophryne methneri Ahl, 1924